# Хасан, Керем
Керем Хасан (англ. Kerem Hasan; род. 1992, Лондон) — английский дирижёр.
Учился в Шотландской королевской консерватории, Веймарской высшей школе музыки и наконец в Цюрихской высшей школе музыки (у Иоганнеса Шлефли). Лауреат и дипломант ряда международных конкурсов. В 2016 г. был одним из финалистов Конкурса дирижёров Донателлы Флик, в ходе которого дирижировал Лондонским симфоническим оркестром. С 2017 года второй дирижёр Национальной оперы Уэльса. В 2017 г. выиграл конкурс молодых дирижёров Зальцбургского фестиваля. В сезоне 2018—2019 гг. дебютировал с Датским национальным симфоническим оркестром, Новым Японским филармоническим оркестром, Филармоническим оркестром Нидерландского радио и рядом других коллективов, включая Академический симфонический оркестр Санкт-Петербургской филармонии (концерт фестиваля «Музыкальный Олимп» 1 июня 2018 г. в Санкт-Петербурге). 10 июня того же года заменил Бернарда Хайтинка в Амстердаме за пультом Оркестра Консертгебау при исполнении Симфонии № 9 Густава Малера.
С 2019 г. главный дирижёр Тирольского симфонического оркестра.